# Hans Hogendoorn
Hans Hogendoorn (Amsterdam, 20 juli 1947) is een Nederlands voice-over. Hij was jarenlang te horen als stationvoice van NPO Radio 1 en was de stem van Met het Oog op Morgen, sinds de start op 4 januari 1976.

## Biografie
Hogendoorn volgde medio jaren zestig een opleiding tot radio-officier/marconist bij Radio Holland. Daarnaast gaat hij werken bij Radio Lucas, de ziekenomroep van het toenmalige Lucas Ziekenhuis in Amsterdam, een kweekvijver voor radiotalent.
Hogendoorn werd daar in 1971 ontdekt door Willem van Kooten. Hij werkte bij Radio Noordzee Internationaal onder het pseudoniem Hans ten Hooge eerst als nieuwslezer, later ook als radiopresentator van de programma's Driemaster en de "Hans Ten Hooge Show" op zondagmorgen. Hij neemt vele jingles en tunes op die hij vaak zelf ook inspreekt. Hij vertrekt al in het voorjaar van 1974, wanneer duidelijk is dat de zeezenders zullen verdwijnen. Het ANP neemt hem aan als nieuwslezer. Voor de NOS spreekt hij enkele jingles in, zoals voor de Nationale Hitparade, Langs de Lijn, het Radio 1-Journaal.
Vanaf het begin van het NOS-programma Met het Oog op Morgen op 5 januari 1976 spreekt hij de opening van dat programma, "Buiten is het tien graden, binnen zit Koos Postema". Bij de opening van het Oog van zaterdag 10 april 2021 ontbrak hij. De reden was zijn feestje op die dag: het was precies vijftig jaar geleden dat hij voor het eerst, bij radio Noordzee, op de radio te horen was.
Hij regisseert en produceert het programma ook. Sinds 1994 werkt hij voor Radio Nederland Wereldomroep. Hier is hij verantwoordelijk voor de gehele vormgeving (jingles/tunes) van de zender. Verder werkt hij mee aan filmtrailers en presentaties. Op de radio doet hij vooral korte aankondigingen met zijn sonore basstem.
Op 20 juli 2007 ging Hogendoorn met pensioen bij Radio Nederland Wereldomroep en vanaf 12 augustus 2007 presenteert hij weer een wekelijks radioprogramma op KX Radio, waar hij, net zoals in het begin van zijn carrière op de zeezenders begin jaren 70, een écht radioprogramma maakt.
Hogendoorn heeft ook enkele jingles ingesproken voor Ampies Broadcasting Corporation Suriname.
Sinds januari 2016 leent hij zijn stem aan het radioprogramma De Late Avond, dat door 13 lokale omroepen tegelijkertijd wordt uitgezonden. En hij heeft de openingsjingle van dansprogramma The X Vibe ingesproken, waarin gewaarschuwd wordt voor 'expliciete content'. 
Sinds oktober 2017 presenteert Hogendoorn wekelijks het programma Zegellak dat te horen is op Ice Radio.
Sinds februari 2024 is hij niet meer te horen als stem van Met Het Oog Op Morgen. Hanneke de Jonge heeft zijn plek overgenomen. 

## Eerbetoon
- Op 16 juni 2022 werd hem de Ere-Zilveren Reissmicrofoon uitgereikt: "De stem der stemmen markeert een tijdperk in de levende Nederlandse radiogeschiedenis."[2]
- In december 2022 werd een gezandstraalde afbeelding van Hogendoorn in glas opgenomen in de Wall of Fame in een glaswand van het Nederlands Instituut voor Beeld en Geluid te Hilversum.[3]